# August Kiehl
August Theodoor Cornelis Kiehl, ook bekend als Guus Kiehl of Oom Guus, (Amsterdam, 26 oktober 1854 – aldaar, 23 november 1938) was een Nederlands acteur, regisseur, toneelschrijver en operettekomiek. Zijn belangrijkste werk als schrijver is de operette De Parel van Zaandam.

## Biografie

### Jeugd en Opleiding
Kiehl werd geboren in een toneelfamilie met H.G. Kiehl en Sophie Sablairolles als ouders. Zijn vader was tevens eigenaar van het destijds welbekende Café du Théâtre in de Schouwburgstraat, waar hij als kind al alle toneelgrootheden uit die tijd leerde kennen. Hij was voorbestemd voor de zeevaart, was enige tijd kok, werkte in een sigarenwinkel en zag een opleiding aan het conservatorium mislukken; na zijn eerste examen zei burgemeester Gevers Deynoot van Den Haag naar verluidt over hem: “Laat dien jongeling maar ophouden; de honden en katten durven het gebouw niet meer voorbij!”
Na deze mislukkingen trad hij op aanraden van zijn nicht Marie Sablairolles, dochter van Suze Sablairolles, toe tot de toneelschool van de Vereeniging tot Nut van het Algemeen, waar hij naar eigen zeggen toneellessen kreeg van Maria Kleine-Gartman en Jacobus Wilhelmus Hammecher. Aangezien nergens blijkt dat Kleine-Gartman aan de school verbonden is geweest, maar wel bekend is dat ze diverse leerlingen privéles heeft gegeven, is het waarschijnlijk dat Kiehl in de eerste jaren naast het onderwijs aan de school privéles van haar kreeg.

### Dienstplicht en Den Haag
In 1874 vroeg vader Kiehl aan zijn zoon om vier zomermaanden lang, wanneer de Schouwburg gesloten was, onbetaald met hem op te komen treden op kermissen en pleinen. Als hij voldeed, kon hij het volgende seizoen engagement maken bij het gezelschap van zijn oom Jean Chrétien Valois.
Na deze vier maanden moest August echter in dienst. Tijdens zijn diensttijd werd hij benoemd tot regisseur van de toneelvereniging van het regiment, genaamd D.O.S. ("Door Oefening Sterk"), dat repeteerde in een loods op de achterplaats van de kazerne. Op 21 februari 1875 maakte hij als La Flèche in De Vrek van Molière dan eindelijk zijn debuut bij het gezelschap van Valois in de Koninklijke Schouwburg. Hij bleef hier werkzaam tot de ontbinding van het gezelschap in april 1876.

### Prot en Kistenmaker
In augustus van datzelfde jaar vertrok Kiehl naar Amsterdam, waar hij een betrekking had gevonden bij het gezelschap van Gustave Prot en Frans P. Kistemaker. In zijn tijd bij Prot & Kistemaker ontmoette hij Johannes Philip Kelly en Bart Kreeft, met wie hij na verloop van tijd de Drie K's zou vormen, en zijn vrouw Griet Hieselaar, die koriste was bij het gezelschap. De vonk sloeg over toen hij haar na een voorstelling tijdens het Kermisoproer van 1876 over de Dam naar huis begeleidde, vier jaar voor zij trouwden.
Aanvankelijk trad het gezelschap op in Frascati in de Nes, tot dit in 1878 verkocht werd aan een tabaksconcern. Hierna speelden zij enige tijd in de Salon des Variétés in de Amstelstraat, tot in 1879 het 'Zomertheater Frascati/Prot' geopend werd. Kiehl boekte bij Prot & Kistemaker grote successen met voorstellingen als De drie musketiers en Sherlock Holmes, waarin hij de rol van Moriarty op dusdanig griezelige wijze vertolkte dat de kranten er tientallen jaren later nog over schreven.
Na vier en een half jaar verliet Kiehl Prot & Kistemaker tijdelijk toen hij, samen met zijn vrouw, uitgenodigd werd bij het nieuwe gezelschap van Johannes George de Groot in de Salon des Variétés te komen spelen. Hoewel het gezelschap enkele succesvolle producties op poten wist te zetten - Kiehl zelf vond met name de bewerking van Émile Zola's Nana prachtig - werd het na een jaar alweer ontbonden, en keerde Kiehl weer terug naar Prot.
Het was in deze tijd, na zijn terugkeer bij Prot, dat Kreeft, Kelly en Kiehl definitief bekend werden als de drie K's; Prot had voor een opvoering van de Mikado een biljet laten drukken waarop achter een grote K de rest van de drie namen stonden.

### De Artisschouwburg en De Parel van Zaandam
In 1891 werd de Amsterdamse Artisschouwburg geopend. Kreeft en Buderman namen er als directeuren van het 'Nederlands Operette Theater' hun intrek, en August Kiehl werd aangenomen als hoofdregisseur. Bijna het hele gezelschap van Prot liep over naar de nieuwe groep. Om zich te onderscheiden van Prots gezelschap, dat voornamelijk Franse operettes opvoerde, koos gezelschap Kreeft en Buderman met name voor Duitse -- al werd zo nu en dan een beproefd Prot-trekpleister als De Klokken van Corneville opgevoerd. Misschien wel Kiehls grootste succes was een van de weinige oorspronkelijke Nederlandse operettes uit die tijd: De Parel van Zaandam, geschreven door Kiehl zelf en met muziek van Jean Renard. De operette werd alom geprezen; zo verklaarde Het Nieuws van den Dag: "De dichter van de tekst, de Heer Kiehl, heeft het geheim gevonden om in die nieuwe operette alles te vereenigen wat maar verlangd kan worden". De operette is in latere jaren veelvuldig opgevoerd in Antwerpen en Gent, en werd zelfs naar het Engels vertaald voor uitvoeringen in Londen. Hoewel de Parel en daaropvolgende producties over het algemeen succesvol waren, werd het nieuwe gezelschap geplaagd door financiële problemen; verschillende crediteuren die betrokken waren bij de bouw van het theater drongen aan op betaling en dreigden met de aanvrage van het faillissement. De ontvangsten waren niet genoeg om de uitgaven te kunnen dekken, en de Artisschouwburg werd na twee jaar publiek verkocht.

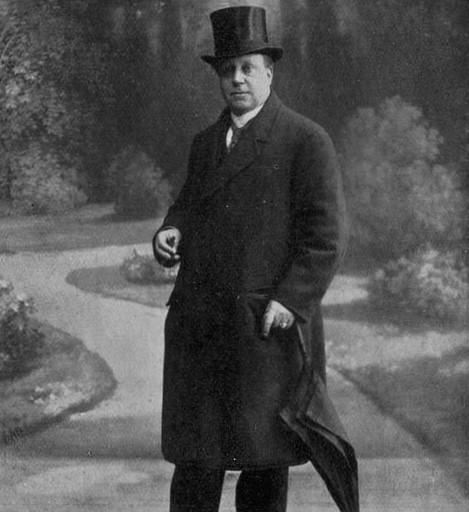
August Kiehl met zijn kenmerkende hoge hoed, 1915. "De hooge hoed van Kiehl is een symbool — zoo goed als de pruik van den Speaker in het Engelsche lagerhuis — zoo goed als de baret van een professor — als de gouden kraag van een majoor — als de slobkousen van een dandy — als de knop op den brigadiershelm — zóó is de hooge hoed van Kiehl." De Telegraaf, 27 apr 1915

### Na de Artisschouwburg
Na de verkoop van de Artisschouwburg brak voor Kiehl een periode van grote variatie aan; in 1894 speelde hij een tijd bij de Nederlandse Opera in het Paleis voor Volksvlijt, om het jaar erop voor korte tijd terug te keren naar de Artisschouwburg, toen al omgedoopt tot Hollandsche Schouwburg, waar gezelschap Kreeft en Buderman voor een seizoen enkele voorstellingen mocht opvoeren. Hierna speelde hij in het Grand Théâtre met zijn zus Mathilde in De Reis naar Zwitserland, een circusvoorstelling van de gebroeders Van Lier. In 1902 sloot hij aan bij Het Lyrisch Toneel, waar hij Goethe's Faust speelde. Het gezelschap hield na twee maanden op te bestaan, waarna hij bij Gezelschap Stoel en Spree terechtkwam. Hier speelde hij in een jaar tijd in maar liefst tweeënvijftig drama's, waaronder Maria Stuart en met Nieuwjaar de Gysbrecht van Aemstel van Vondel gevolgd door Kloris en Roosje. Kiehl bleef drie seizoenen achtereen werkzaam bij Stoel en Spree, tot hij vertrok naar het nieuwe Operettegezelschap van het Rembrandttheater. Hier bleef hij drie jaar, waarin hij naast operettes ook opera's als Puccini's La Bohème en Tosca, Wagners Lohengrin en Tannhäuser en Mozarts De Toverfluit speelde. Na deze drie jaar, in april 1913, vertrok Kiehl naar de Hollandsche Schouwburg om daar met o.a. Louis Davids en Beppie de Vries de succesvolle operette De Kinokoningin op te voeren. Twee jaar later, in april 1915, verliet hij het gezelschap.
Tijdens de Eerste Wereldoorlog trad hij onder leiding van o.a. Piet Hesse en Johannes Langenaken op voor soldaten. In de periode 1917-1919 draaide hij mee met de opera-afdeling in Carré. Van mei 1921 tot februari 1922 was hij non stop te zien in de populaire musical De Jantjes van Herman Bouber. Hierna was hij drie jaar lang verbonden met het gezelschap van Louis Bouwmeester in het Paleis voor Volksvlijt. In 1925 deelde hij in het Haagse Scala Theater opnieuw de planken met Louis Davids, dit keer als zijn rivaal in De Dolle Lola. De zeventigjarige Kiehl zong en danste in deze operette als vanouds, waarmee hij veel lof oogstte; zowel Davids als hij kregen lovende kritieken. Op 29 mei 1929 overleed Kiehls vrouw Griet.

### Laatste jaren en dood
In februari 1930 werd August Kiehl in een door vier bepluimde paarden bespannen rijtuig van het Amsterdams studentencorps opgehaald van huis en naar de Hollandsche Schouwburg gebracht, waar hij ter ere van zijn vijfenvijftigjarige jubileum De Klokken van Corneville opvoerde.
De koets, begeleid door meerdere marinecorpsen, reed vervolgens langs verschillende steden; van Haarlem tot Utrecht en van Delft tot Enkhuizen stond men langs de kant klaar om de acteur te eren. Kiehl zou zich deze dag later in zijn memoires herinneren als "een dag, die ik nooit zal vergeten, al word ik zo oud als Methusalem".
Kiehl bleef tot op hoge leeftijd actief in het theater; hij speelde een aantal jaar in revues van Sylvain Poons en Meyer Hamel in de Plantage en werkte mee aan een aantal Jordaanstukken van Henvo. Ook verscheen hij gedurende de jaren 30 in meerdere geluidsfilms.
August Kiehl overleed in de nacht van 23 op 24 november 1938 in zijn slaap. Op 28 november werd hij ten grave gedragen. De chapelle ardente was in de Hollandsche Schouwburg, waar acteur Hein Harms een afscheidsrede hield. Aanwezig waren o.a. Oscar Tourniaire, Cor van der Lugt Melsert, Jules Moes, Harry Boda en Désiré Pauwels. De rouwstoet vertrok om klokke twaalf uur uit de Schouwburg, met een omweg langs Frascati in de Nes, richting de Nieuwe Oosterbegraafplaats. De stoet werd daar opgewacht door meer dan honderd vrienden en vereerders, waaronder Lau Ezerman, Mari van Warmelo, Henvo en het voltallige gezelschap van Louis Saalborn.

## Privé
Kiehl was getrouwd met Margaretha Johanna Maria 'Griet' Hieselaar van 1880 tot haar overlijden in 1929. Hij kreeg met haar twee dochters: Margaretha Johanna Maria 'Margot' Kiehl (1882-onbekend) en Sophia Theodora Charlotta 'Sophie' Kiehl (1888-1970). Sophie oogstte zowel in binnen- als buitenland bekendheid als dirigente en violiste.

## Diversen
- Acteur, cabaretier en toneelleider Cor Ruys brak omstreeks 1905 naar eigen zeggen door met een geïmproviseerde imitatie van August Kiehl: toen hij bij het gezelschap van Adriaan van der Horst een klein rolletje toebedeeld kreeg in De Opgaande Zon van Herman Heijermans, kwam hij het toneel op en riep "Bonjourrrrrr allemaalllllll!!!" zoals men van Kiehl gewend was. Bij elke 'Kiehlse' zin daverde het gelach en Ruys kreeg meermaals applaus midden in een scene (een 'open doekje'), maar Van der Horst was woedend en legde de jonge acteur 25 gulden boete op. Aan het eind van het seizoen kwam hij tot inkeer en kreeg Ruys zijn geld alsnog terug.[24] Naar aanleiding van dit verhaal koos Gerrit Oznowicz "BONJOURRR ALLEMAALLL!" als titel van zijn bundel verhalen over het vroegere (theater)leven van Amsterdam, gepubliceerd in 1962 door De Arbeiderspers.[25]
- Op het olieverfschilderij In de kleedkamer van Piet van der Hem staat Kiehl, samen met Herre de Vos en Bart Kreeft, in kostuum afgebeeld in een kleedkamer van het Rembrandttheater.[26]
- Clinge Doorenbos publiceerde in 1934 zijn lofdicht "Oome Guus" ter ere van Kiehls tachtigste verjaardag.[27]

## Galerij

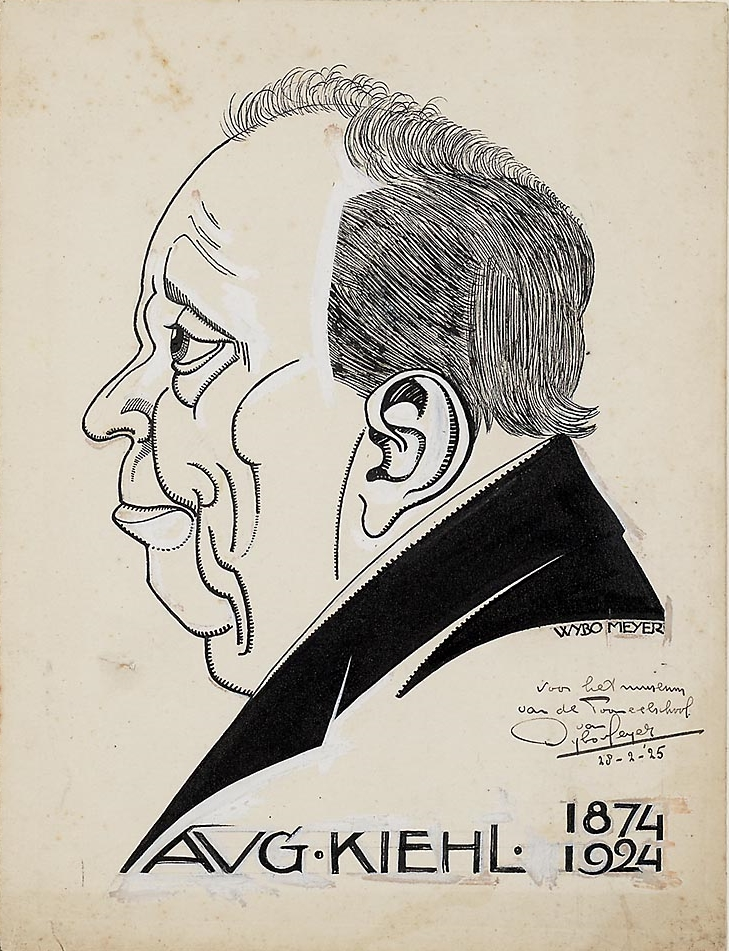
Portret van August Kiehl door Wybo Meijer, 1925.